# Коста Топалов
Коста Митев Топалов (Карамфил) е участник в комунистическото съпротивително движение по време на Втората световна война. Партизанин от Войняговската чета на Втора средногорска бригада „Васил Левски“.

## Биография
Коста Митев е роден на 1 декември 1920 г. в с. Войнягово. Деец на РМС и нелегалната БРП(к). Произхожда от стар хъшовски род. Правнук на войводата Петър Петков Топалов. Семейството е известно с прозвището „Хъшовете“: дядо му Петко Топалов (кмет на селото 1885-1894), баща му Митю Петков, и самият той.
Участва в комунистическото съпротивително движение по време на Втората световна война. През 1942 г. преминава в нелегалност и участва в създаването на Войняговската партизанска чета „Пенчо Дворянов“. Приема партизанско име Карамфил. Избран е за политкомисар на четата. Численият състав на Войняговската чета нараства през лятото на 1943 г. Включена е в състава на Втора средногорска бригада „Васил Левски“.
На 27 октомври 1943 г., при партизанска засада и престрелка с полицейско подразделение е убит в местността „Чегрей“ по пътя между селата Войнягово и Свети Климент (дн. Климент).